# Medveja
Medveja (en italien : Medea) est une localité de Croatie située en Istrie et dans la municipalité de Lovran, comitat de Primorje-Gorski Kotar. En 2001, la localité comptait 170 habitants.

## Démographie
| 1948 | 1953 | 1961 | 1971 | 1981 | 1991 | 2001 |
| ---- | ---- | ---- | ---- | ---- | ---- | ---- |
| 208  | 180  | 168  | 157  | 175  | 177  | 170  |